# Ferrari 375 F1
O  375 F1 é o modelo da Ferrari da parte da temporada de 1950, e completa da de 1951. Foi guiado por Alberto Ascari, Peter Whitehead, Dorino Serafini e Luigi Villoresi. Possui 12 cilindros e atinge uma velocidade máxima de 320km/h, com 354cv, 7000rpm, 720kg. 